# 1330 год в России

## События
- Иван I Данилович Калита перевёл в Московский Кремль братию Данилова монастыря, учредив Спасо-Преображенский монастырь[1]:
  - На Руси появился первый великокняжеский монастырь[1].
  - На Руси поставлен первый архимандрит – игумен московского Данилова (позже — Спасо-Преображенского) монастыря Иоанн, поставленный митрополитом Феогностом[1].
  - Завершено строительство белокаменного монастырского Спасо-Преображенского собора, 10 (18) мая 1330 года его освятил митрополит Феогност[2].
- В Орде убит четвёртый князь Стародубский Фёдор Иванович, его наследником в тот же год стал сын Дмитрий Фёдорович.
- митрополит Феогност поставил Василия Калику архиепископом Новгородским и Псковским.
- В Пскове под давлением Москвы закончилось княжение Александра Михайловича, которое длилось с 1327 года, и он уехал в Литву.
  - Закончена перестройка в камне крепости Изборск, начатая в том числе для защиты новгородского князя Александра Михайловича.

## Скончались
- Фёдор Иванович, удельный князь стародубский с 1315 года, упоминается в Никоновской летописи.